# Guček
Guček je priimek v Sloveniji, ki ga je po podatkih Statističnega urada Republike Slovenije na dan 1. januarja 2010 uporabljalo 460 oseb. 

## Znan nosilci priimka
- Aleš Guček - "Smuček" (*1944), arhitekt, smučarski delavec, zbiralec
- Andrej Guček (*1963), kitarist in kantavtor
- Bojan Guček, veteran vojne za Slovenijo
- Kristijan Guček (*1979), igralec
- Luka Guček (*1999), nogometaš
- Margareta Guček Zakošek (*1970), biologinja, zdravstvena menedžerka
- Marija Guček, manekenka
- Marta Brilej (r. Guček) (1917—2016), diplomatka ?
- Matic Ian Guček (*2003), atlet
- Mia Guček (*1993), pevka in pianistka
- Milan Guček (1917—1986), partizan, pisatelj, publicist, flmski delavec
- Mojca Guček (*1956), konservatorka kulturne dediščine
- Nanda Guček (*1936), šolnica, kulturnica, gledališčnica, zborovodkinja
- Nena Kopčavar Guček, zdravnica, predavatejica, publicistka
- Svetozar Guček (1919—2010), športni (smučarski) delavec, risar, zbiralec, publicist
- Vili Guček (1944—2018), novinar
- Vili Guček (*1966), plezalec in glasbenik